# Kela

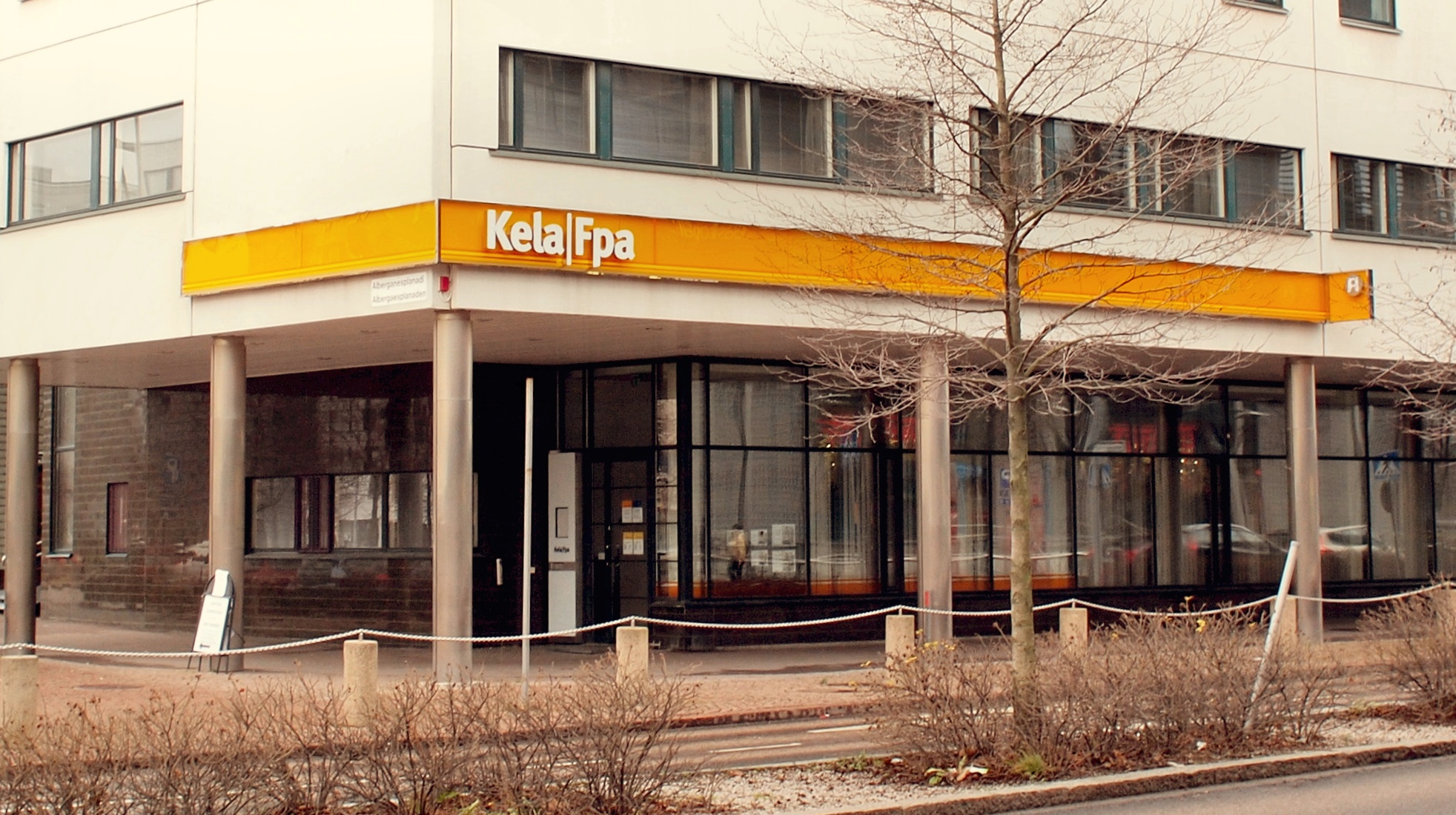
Un ufficio di Kela

Kela, o Kansaneläkelaitos (in finlandese: Istituzione pensionistica nazionale), o anche Fpa o Folkpensionsanstalten (in svedese), è un'agenzia governativa finlandese incaricata di distribuire e impostare i benefici per i programmi di sicurezza sociale nazionale. 
Kela fu fondata nel 1937 per gestire le pensioni, ma tra gli anni '80 e '90 il suo ruolo fu esteso per gestire anche assegni per i bambini, assegni per la disoccupazione, la malattia, l'assicurazione sanitaria e borse di studio per gli studenti.
La Kela riceve i fondi direttamente dalla tassazione.
Gli assegni sono destinati ai tutti i residenti permanenti in Finlandia.